# 东四十条桥
39°55′56″N 116°25′40″E / 39.932249°N 116.427856°E
东四十条桥位于北京市东城区，是北京二环路和平安大街相交处的一座立交桥。桥梁总面积1819平方米。城墙拆除前原为十条豁口。
该桥由北京市市政设计院设计，工程兵施工，1978年开工，1980年9月20日竣工，1981年交付使用。
具体的相交道路为：朝阳门北大街－东直门南大街（二环，南北向）和东四十条－工人体育场北路（平安大街，东西向）。立交桥为环岛形分离式立交桥，二环主路下沉，辅路和平安大街位于上层，在交汇处设一环岛，环岛为空心，可以看到下方二环主路。